# Mudança da matriz de leitura ribossomal
A mudança da matriz de leitura ribossomal, também conhecida como mudança da matriz de tradução ou recodificação traducional, é um fenômeno biológico que ocorre durante a tradução que resulta na produção de múltiplas proteínas únicas a partir de um único mRNA. O processo pode ser programado pela sequência nucleotídica do mRNA, e às vezes é afetado pela estrutura secundária tridimensional do mRNA. O fenômeno foi descrito principalmente em vírus (especialmente retrovírus), retrotransposons e elementos de inserção bacteriana, e também em alguns genes celulares.

## Características
As proteínas são traduzidas pela leitura de tri-nucleotídeos na cadeia de mRNA, também conhecidos como códons, a partir de uma extremidade 5' do mRNA até a extremidade 3'. Cada códon é traduzido em um único aminoácido; portanto, uma mudança de qualquer número de nucleotídeos no quadro de leitura que não for divisível por 3 fará com que codões subsequentes sejam lidos de maneira diferente. Isso efetivamente altera a matriz de leitura ribossômica.

### Exemplo
Neste exemplo, o seguinte trecho com palavras de três letras faz sentido quando lido desde o início:
```
 |Início|
U
MA BOA ASA QUE VOA BEM ALI ...
 |Início|123 123 123 123 123 123 123 ...
```

No entanto, se o início da matriz de leitura for deslocado para entre o U e o H da primeira palavra (efetivamente um deslocamento da matriz de +1 ao se considerar a posição 0 como a posição inicial de U),
```
 
U
|Início|MAB OAA SAQ UEV OAB EMA LI...
 -|Início|123 123 123 123 123 123 12...
```

então o trecho será lido de forma diferente, deixando de fazer sentido.

### Exemplo de DNA
Neste exemplo, a sequência a seguir é uma região do genoma mitocondrial humano com dois genes sobrepostos: MT-ATP8 e MT-ATP6. Quando lidos desde o início, esses códons fazem sentido para o ribossomo e podem ser traduzidos em aminoácidos (AA) a partir do código mitocondrial dos vertebrados:
```
 |Início|
A
AC GAA AAT CTG TTC GCT TCA ...
 |Início|123 123 123 123 123 123 123 ...
 |  AA  | 
N
   
E
   N   
L
   
F
   
A
   
S
  ...
```

No entanto, o resultado é diferente quando a matriz de leitura é deslocada para um aminoácido a jusante (um deslocamento da matriz de +1 ao se considerar a posição 0 como a posição inicial de A):
```
A
|Início|ACG AAA ATC TGT TCG CTT CA...
-|Início|123 123 123 123 123 123 12...
 |  AA  | 
T
   
K
   
I
   
C
   S   L    ...
```

Agora, devido a esse deslocamento +1, a leitura do DNA é diferente. Esta nova matriz de leitura dos códons, portanto, resulta em diferentes aminoácidos.

## Função
Em vírus esse fenômeno pode estar programado para ocorrer em locais específicos, o que permite que o vírus codifique vários tipos de proteínas a partir do mesmo mRNA. Exemplos notáveis incluem o HIV-1 (vírus da imunodeficiência humana), RSV (vírus do sarcoma de Rous) e o vírus influenza (gripe), que dependem da mudança de matriz de leitura para criar uma proporção adequada de matriz-0 (tradução normal) e "matriz-trans" (codificada pela sequência mudada). Sua utilidade em vírus está relacionada principalmente à compactação de mais informação genética em uma quantidade menor de material genético.
Nos eucariotos, esse fenômeno parece desempenhar um papel na regulação dos níveis de expressão gênica, gerando paradas prematuras e produzindo transcritos não funcionais.

## Mecanismos de controle
A mudança da matriz de leitura ribossomal pode ser controlada por mecanismos encontrados na sequência do mRNA (cis-atuante). Isso geralmente é feito por uma sequência escorregadia, uma estrutura secundária do RNA ou ambas. A mudança de estrutura também pode ser induzida por outras moléculas que interagem com o ribossomo ou o mRNA (ação trans).

### Elementos trans-atuantes
Verificou-se que pequenas moléculas, proteínas e ácidos nucleicos estimulam casos de mudança de matriz de leitura. Por exemplo, o mecanismo de loop de feedback negativo na via de síntese da poliamina tem como base o aumento em mudanças de quadro +1 estimulado pelos níveis de poliamina, o que resulta na produção de uma enzima inibidora. Também se demonstrou que certas proteínas que são necessárias para o reconhecimento de códons ou que se ligam diretamente à sequência de mRNA modulam as mudanças de quadro. As moléculas de microRNA (miRNA) podem hibridar com uma estrutura secundária de RNA e afetar sua força.